# حلقه‌های هرج‌ومرج ۳
حلقه‌های هرج و مرج ۳ (انگلیسی: Chaos Rings III) یک بازی ویدئویی نقش‌آفرینی تک‌نفره برای سکوهای پلی‌استیشن ویتا، آی‌اواس، اندروید می‌باشد که توسط مدیا.ویژن توسعه و اسکوئر انیکس نشر پیدا کرده است.
این بازی داستانش بعد از داستان بازی‌های حلقه‌های هرج و مرج (۲۰۱۰) و حلقه‌های هرج و مرج ۲ (۲۰۱۲) می‌باشد.